# Dům U Dvou draků

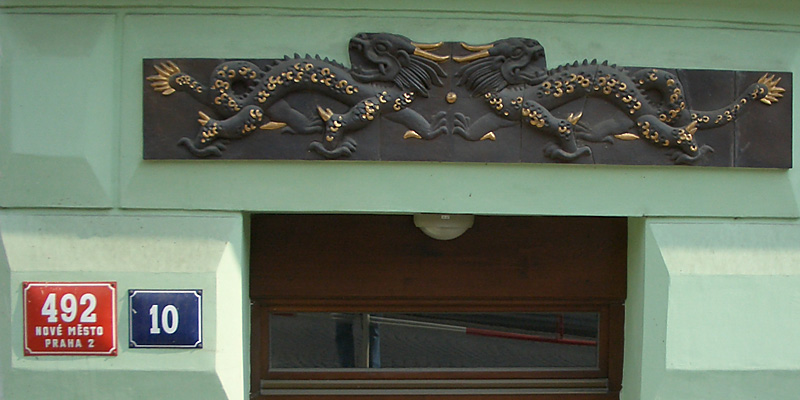
Detail označení domu a napodobenina domovního znamení

Dům novodobě zvaný U Dvou draků[zdroj⁠?!] (číslo popisné 492, č. orientační 10) se nachází v Praze na Novém Městě v Kateřinské ulici (do roku 1918 Gärtnergasse), nedaleko botanické zahrady.
Počátky zastavění parcely sahají do předhusitské doby. V 19. století byl podle majitelů nazýván U Dubánků, měl jedno patro a čtyři křídla s vnitřním dvorem. V roce 1875 byl zbourán a vystavěn znovu jako novorenesanční nájemní dům podle plánů stavitele Jana Frische.
Po revoluci byl dům zrekonstruován. V současnosti je v tomto domě mj. vinotéka nebo sídlo České kosmické kanceláře, o. p. s.